# Nikołaj Krugłow (ur. 1981)
Nikołaj Nikołajewicz Krugłow (ros. Николай Николаевич Круглов, ur. 8 kwietnia 1981 w Gorkim) – rosyjski biathlonista, srebrny medalista olimpijski i sześciokrotny medalista mistrzostw świata. Jest synem Nikołaja Krugłowa, mistrza olimpijskiego.

## Kariera
Pierwsze sukcesy osiągnął w 2000 roku, kiedy na mistrzostwach świata juniorów w Hochfilzen zdobył srebrne medale w sztafecie i biegu pościgowym. Na rozgrywanych rok później mistrzostwa świata juniorów w Chanty-Mansyjsku zajmował drugie miejsce w sprincie, biegu pościgowym i sztafecie.
W zawodach Pucharu Świata zadebiutował 24 stycznia 2002 roku w Anterselvie, gdzie zajął 36. miejsce w biegu indywidualnym. Pierwsze punkty (w sezonach 2000/2001 – 2007/2008 punkty zdobywało 30. najlepszych zawodników) zdobył trzy dni później w tej samej miejscowości, zajmując 22. miejsce w biegu pościgowym. Na podium zawodów tego cyklu pierwszy raz stanął 10 stycznia 2004 roku w Pokljuce, zajmując drugie miejsce w biegu pościgowym. Rozdzielił tam Ole Einara Bjørndalena z Norwegii i swego rodaka - Siergieja Czepikowa. W kolejnych startach jeszcze 13 razy stawał na podium, odnosząc 3 zwycięstwa: 18 lutego 2005 roku w Pokljuce i 7 stycznia 2007 roku w Oberhofie wygrywał biegi pościgowe, a 6 stycznia 2007 roku w Oberhofie był najlepszy w sprincie. Najlepsze wyniki osiągnął w sezonie 2006/2007, kiedy zajął ósme miejsce w klasyfikacji generalnej, a w klasyfikacji sprintu był trzeci. Ponadto w sezonie 2007/2008 był drugi w klasyfikacji biegu masowego.
Na mistrzostwach świata w Hochfilzen w 2005 roku razem z Siergiejem Rożkowem, Pawłem Rostowcewem i Siergiejem Czepikowem zdobył srebrny medal w sztafecie. W tym samym roku rozegrano też Mistrzostwa Świata w Biathlonie Sztafet Mieszanych 2005 w Chanty-Mansyjsku, gdzie wspólnie z Olgą Pylewą, Swietłaną Iszmuratową i Iwanem Czeriezowem zdobył złoty medal.
W 2006 roku wziął udział w igrzyskach olimpijskich w Turynie, gdzie razem z Czepikowem, Rostowcewem i Czeriezowem zajął drugie miejsce w sztafecie. Był tam też jedenasty w sprincie, a w biegu indywidualnym i pościgowym zajmował 21. miejsce. W tym samym roku reprezentacja Rosji w składzie: Anna Bogalij, Siergiej Czepikow, Irina Malgina i Nikołaj Krugłow zdobyła też złoty medal w sztafecie mieszanej podczas mistrzostw świata w Pokljuce.
W kolejnych startach zdobył jeszcze trzy medale. Na mistrzostwach świata w Anterselvie w 2007 roku wraz z Iwanem Czeriezowem, Maksimem Czudowem i Dmitrijem Jaroszenko zwyciężył w sztafecie. Następnie podczas rozgrywanych rok później mistrzostw świata w Östersund Rosjanie w tym samym składzie obronili tytuł mistrzów świata, a sztafeta mieszana Rosji: Swietłana Slepcowa, Oksana Nieupokojewa, Nikołaj Krugłow i Dmitrij Jaroszenko zajęła trzecie miejsce.
Brał też udział w igrzyskach olimpijskich w Vancouver w 2010 roku, gdzie w swoim jedynym występie był jedenasty w biegu indywidualnym. Był też między innymi czwarty w biegu pościgowym i masowym podczas MŚ 2005 w Hochfilzen, przegrywając walkę o podium odpowiednio z Niemcem Svenem Fischerem i Francuzem Raphaëlem Poirée.
Krugłow mieszka w Chanty-Mansyjsku. Z wykształcenia jest prawnikiem.

## Osiągnięcia

### Igrzyska olimpijskie
| Rok  | Miejscowość | Konkurencje | Konkurencje | Konkurencje | Konkurencje | Konkurencje | Konkurencje | Konkurencje |
| Rok  | Miejscowość | IN          | SP          | PU          | MS          | RL          | MR          | SR          |
| ---- | ----------- | ----------- | ----------- | ----------- | ----------- | ----------- | ----------- | ----------- |
| 2006 | Turyn       | 21.         | 11.         | 21.         | –           | 2.          | nd.         | –           |
| 2010 | Vancouver   | 11.         | –           | –           | –           | –           | nd.         | –           |

### Mistrzostwa świata
| Rok  | Miejscowość     | Konkurencje | Konkurencje | Konkurencje | Konkurencje | Konkurencje | Konkurencje | Konkurencje |
| Rok  | Miejscowość     | IN          | SP          | PU          | MS          | RL          | MR          | SR          |
| ---- | --------------- | ----------- | ----------- | ----------- | ----------- | ----------- | ----------- | ----------- |
| 2003 | Chanty-Mansyjsk | 39.         | –           | –           | –           | –           | –           | –           |
| 2004 | Oberhof         | –           | 12.         | 14.         | 17.         | 5.          | –           | –           |
| 2005 | Hochfilzen      | 35.         | 5.          | 4.          | 4.          | 2.          | nd.         | –           |
| 2005 | Chanty-Mansyjsk | nd.         | nd.         | nd.         | nd.         | nd.         | 1.          | –           |
| 2006 | Pokljuka        | nd.         | nd.         | nd.         | nd.         | nd.         | 1.          | –           |
| 2007 | Anterselva      | 5.          | 12.         | 6.          | 12.         | 1.          | –           | –           |
| 2008 | Östersund       | –           | 26.         | 25.         | –           | 1.          | 3.          | –           |
| 2009 | Pjongczang      | –           | 66.         | –           | –           | –           | –           | –           |

### Puchar Świata

#### Miejsca w klasyfikacji generalnej
| Sezon     | Miejsce |
| --------- | ------- |
| 2001/2002 | 80.     |
| 2002/2003 | 42.     |
| 2003/2004 | 14.     |
| 2004/2005 | 8.      |
| 2005/2006 | 20.     |
| 2006/2007 | 8.      |
| 2007/2008 | 9.      |
| 2008/2009 | 31.     |
| 2009/2010 | 31.     |

#### Miejsca na podium chronologicznie
| Lp. | Dzień       | Rok  | Miejscowość  | Konkurencja                | Lokata | Pudła   | Czas biegu | Strata  | Zwycięzca            |
| --- | ----------- | ---- | ------------ | -------------------------- | ------ | ------- | ---------- | ------- | -------------------- |
| 1.  | 10 stycznia | 2004 | Pokljuka     | Bieg pościgowy na 12,5 km  | 2.     | 0+1+1+0 | 36:25,1    | +6,3    | Ole Einar Bjørndalen |
| 2.  | 29 lutego   | 2004 | Lake Placid  | Bieg pościgowy na 12,5 km  | 2.     | 0+0+0+0 | 33:08,7    | +43,3   | Raphaël Poirée       |
| 3.  | 5 marca     | 2004 | Fort Kent    | Bieg pościgowy na 12,5 km  | 3.     | 0+0+0+0 | 35:16,0    | +1:27,8 | Raphaël Poirée       |
| 4.  | 2 grudnia   | 2004 | Beitostølen  | Sprint na 10 km            | 2.     | 0+0     | 22:48,8    | +18,5   | Ole Einar Bjørndalen |
| 5.  | 4 grudnia   | 2004 | Beitostølen  | Bieg pościgowy na 12,5 km  | 2.     | 1+0+1+0 | 31:19,8    | +3,9    | Sven Fischer         |
| 6.  | 19 stycznia | 2005 | Anterselva   | Bieg indywidualny na 20 km | 3.     | 0+0+0+0 | 57:32,4    | +2:44,4 | Ole Einar Bjørndalen |
| 7.  | 18 lutego   | 2005 | Pokljuka     | Bieg pościgowy na 12,5 km  | 1.     | 1+0+0+1 | 34:29,1    | –       | –                    |
| 8.  | 6 stycznia  | 2007 | Oberhof      | Sprint na 10 km            | 1.     | 1+0     | 28:38,4    | –       | –                    |
| 9.  | 7 stycznia  | 2007 | Oberhof      | Bieg pościgowy na 12,5 km  | 1.     | 1+0+0+0 | 36:18,2    | –       | –                    |
| 10. | 6 stycznia  | 2008 | Oberhof      | Bieg masowy na 15 km       | 2.     | 0+0+1+0 | 38:58,9    | +34,1   | Ole Einar Bjørndalen |
| 11. | 18 stycznia | 2008 | Anterselva   | Sprint na 10 km            | 2.     | 0+0     | 25:08,8    | +3,4    | Michael Greis        |
| 12. | 19 stycznia | 2008 | Anterselva   | Bieg pościgowy na 12,5 km  | 2.     | 0+0+2+0 | 33:13,1    | +26,5   | Björn Ferry          |
| 13. | 16 marca    | 2008 | Holmenkollen | Bieg masowy na 15 km       | 2.     | 0+0+1+0 | 39:12,0    | +0,1    | Michal Šlesingr      |
| 14. | 11 grudnia  | 2009 | Hochfilzen   | Sprint na 10 km            | 2.     | 0+0     | 26:20,7    | +6,7    | Ole Einar Bjørndalen |